# علامت تعجب
علامت تعجب یا نماد شگفت (به انگلیسی: Exclamation point) یک نشانهٔ نوشتاری است که معمولاً برای ابراز «احساسات قوی» یا «شدت زیاد» به کار می‌رود و در پایان جمله‌های شگفتی، آرزو، تأکید، خواهش، منادا، … به کار می‌رود. جمله‌ای که در پایان آن علامت تعجب آمده‌است یا یک حرف ندا (مانند: «هی!» و «آهای!») یا یک فرمان (مانند: «ایست!») یا حیرت را نشان می‌دهد (مانند: «روی زمین جای پای یک پاگندهٔ غول‌آسا بود!»).
در اصطلاحات برنامه‌نویسی رایانه، علامت تعجب، «بَنگ» (bang) و «شریک» (shriek) نیز خوانده می‌شود.
علامت‌های تعجب ممکن است برای تأکید بیشتر تکرار شوند «معرکه است!!!»، ولی این رویّه در نوشتار رسمی غیرقابل‌قبول است.

## تاریخچه
علامت تعجب برای نخستین بار در ۱۴۰۰ به صنعت چاپ انگلیسی معرفی شد، و تا میانهٔ دههٔ ۱۶۰۰ به‌عنوان «علامت ستایش» شناخته می‌شد. در درست‌نگاری آلمانی، این علامت برای نخستین بار در انجیل لوتر در ۱۷۹۷ ظاهر شد.
علامت تعجب تا پیش از دههٔ ۱۹۷۰ در ماشین‌های تایپ دستیِ استاندارد گنجانده نشده‌بود. به‌جای آن باید یک نقطه (نشانهٔ نوشتاری) تایپ می‌کردید، با یک پس‌بر برمی‌گشتید و یک آپاستروف تایپ می‌کردید.

## هشدارها

علامات هشدار اغلب یک علامت تعجب درون قابی مثلثی است

علامت تعجب برای جلب توجه به هشدارهای خطر، و مسائل پیش‌بینی‌نشده به‌کار می‌رود. این علامت‌ها در محیط‌های پرخطر و تجهیزات بالقوه خطرناک معمول هستند. یک نوع معمولِ این هشدار یک مثلث زرد با یک علامت تعجب است، ولی مثلث سفید با حاشیهٔ قرمز در علامت‌های خطر اروپایی معمولند.

## زبان‌های طبیعی
برای فاصله‌گذاری پس از علامت تعجب، بخش مربوطه را در نقطه ببینید.

## تبلیغات و ادبیات انگلیسی
استفادهٔ مکرر از علامت تعجب در نوشتار در تبلیغات رایج است. برخی نام‌های تجاری علامت تعجب دارند (مثال: موتور جستجوی یاهو و مسابقهٔ تلویزیونی جپاردی!) عنوان چندین کمدی موزیکال مانند اوکلاهوما!، ئی! و اوه! کلکته! نیز علامت تعجب دارد.
استفادهٔ بیش‌ازحد از علامت تعجب معمولاً نشانگر نویسندگی ضعیف است، زیرا معمولاً خواننده را منحرف می‌کند و ارزش علامت را می‌کاهد. برخی نویسندگان، مانند توماس ولف آمریکایی، هرچند، به استفادهٔ آزاد و بی‌شرمانه از علامت تعجب معروفند.

## نام اماکن
شهر انگلیسی وستوارد هو!، نامیده شده پس از رمان چارلز کینگزلی، تنها نام مکان در پادشاهی متحده است که رسماً علامت تعجب دارد. شهری در کِبِکِ کانادا به نام سن-لویی-دو-ها! ها! وجود دارد که به‌طور رسمی در نامش دو علامت تعجب دارد.

## زبان‌های شرقی
علامت تعجب، علاوه بر فارسی، همچنین در عربی، کردی سورانی، عبری، چینی، کره‌ای، ژاپنی (که از خط لاتین استفاده نمی‌کند) به‌کار می‌رود.

## فرانسوی
در فرانسوی علامت تعجب برای نشانه‌گذاری دستور یا تقاضا به‌کار می‌رود: !Viens ici (ترجمهٔ فارسی: «بیا اینجا»). مانند علامت سؤال (؟)، دونقطه (:) و semi-colon (;)، علامت تعجب با کلمهٔ قبل فاصله ندارد، اما پس از آن باید یک فاصله گذاشته شود.

## آلمانی
در آلمانی، علامت تعجب چندین استفادهٔ خاص دارد که در انگلیسی برای آن اَشکال دیگری از نقطه‌گذاری را به‌کار می‌برند:
- در قسمت سلام نامه، که در انگلیسی آخرش ویرگول می‌گذارند: !Lieber Hans (انگلیسی: «,Dear Hans») دراین‌صورت، نخستین واژهٔ خط بعدی با یک حرف بزرگ شروع می‌شود. هرچند، استفاده از ویرگول، ماند انگلیسی، قابل‌قبول‌تر و رایج‌تر است.
- در علامات، نه‌فقط علامات خطر، که در پایین شرح داده می‌شوند، علامت تعجب برای تأکید محتوای علامت به‌کار می‌رود: !Betreten verboten (فارسی: «ورود غیرمجاز ممنوع!»)
- در پایانِ یک جملهٔ امری: !Ruf mich morgen an (فارسی: «فردا با من تماس بگیر!»)

## اسپانیایی
در زبان اسپانیایی، جمله یا clause که در آخرش علامت تعجب آمده‌است، همچنین باید با یک علامت تعجب وارونه شروع شود (این در مورد علامت سؤال هم صدق می‌کند):
!Estás loco? ¡Casi la mataste¿ (فارسی: «دیوونه شدی؟ داشتی می‌کشتیش!»)
برای مکاتبات غیررسمی، هرچند، استفاده از علامت تعجب و سؤال وارونه کمتر رایج است.

## به‌عنوان یک حرف
در زبان‌های خویسان، و در الفبای آواشناسی بین‌المللی، علامت تعجب به‌عنوان یک حرف برای نشان دادن آوای تقه‌ای پس‌لثوی (که در رسم‌الخط زولو با q نشان داده می‌شود) به‌کار می‌رود. در یونیکد، این حرف به‌طور صحیح U+01C3 (!) و از نماد نقطه‌گذاری معمولی U+0021 (!) تمیز داده می‌شود تا نرم‌افزارها بتوانند بی‌مشکل مرز بین دو واژه را تشخیص دهند.

## آوانگاری
علامت تعجب گاهی به‌عنوان نشانهٔ آوانگاری برای نمایش این‌که یک مصوت دفعی است به‌کار می‌رود. این بیشتر توسط آپاستروف، یا نماد ایست نایی بالانویسشده (ˀ) نمایش داده می‌شود.

## علامت تعجب
یک نشانهٔ نقطه‌گذاری در انگلیسی وجود دارد که کار علامت سؤال و علامت تعجب را ترکیب می‌کند؛ که شبیهِ برروی‌هم‌افتادهٔ آن دو نماد («‽») است ولی توالی «!؟» بیشتر به‌کار برده می‌شود.

## کنایه
در نوشتار و اغلب زیرنویس‌ها، به‌خصوص در انگلیسی بریتانیایی، یک نشانهٔ "(!)" (یک علامت تعجب داخل پرانتز تلویحاً اشاره دارد که شخصی به‌طور واضح اظهار نظر کنایی کرده‌است؛ مثل: «وای یه کنایه‌سنج. عجب اختراع مفیدی (!)»

## انطباق با نسخ خطی
علامت تعجب داخل کروشه [!] نشانهٔ این است که کلمه یا عبارت متن، در عین انطباق با نسخ خطی، مفهوم نیست.

## کاربرد در حوزه‌های گوناگون

### ریاضی
در ریاضی این علامت عمل فاکتوریل را نشان می‌دهد. عبارت {\displaystyle n!} یعنی «حاصل‌ضرب اعداد صحیح از ۱ تا {\displaystyle n}». مثلاً {\displaystyle 4!} (بخوانید: چهار فاکتوریل) می‌شود ۴ × ۳ × ۲ × ۱ = ۲۴.

### رایانه
در کاربرد رایانه، علامت تعجب با کاراکتر ۳۳ اسکی (۲۱ در هگزادسیمال تطابق دارد. برای همین در یونی‌کد در U+۰۰۲۱ یافت می‌شود. علامت تعجب وارو. نه در ISO-۸۸۵۹-۱, ۹ و ۱۵ در مکان ۱۶۱ (A1HEX) و برای همین هم در یونیکد در U+00A1 است.
زبان‌های رایانه‌ای متعددی از «!» برای معناهای مختلفی استفاده می‌کنند، که مهم‌ترینشان نفی منطقی است؛ برای مثال، A != B یعنی «A برابر B نیست، و!A یعنی «نفی منطقی A» (که همچنین «not A» هم خوانده می‌شود. در این زمینه، نام علامت تعجب بنگ است؛ برنامه‌نویسان دیگر آن را "shriek (جیغ)" یا "screech (جیغ ترمز)" می‌خوانند. ازآن‌جاکه در آمریکا اختراع شده‌است، ادعا می‌شود که بنگ از یونیکس و "جیغ" از استانفورد یا ام‌آی‌تی می‌آید. با وجود این، "shriek" در لغت‌نامه‌های آکسفورد از دههٔ ۱۸۶۰ به‌بعد یافت می‌شود. همچنین بنگ در حروف‌چینی یا چاپ استفاده می‌شد؛ بنابراین، وقتی به‌طور شفاهی متنی را هجی می‌کنند، علامت تعجب می‌تواند «screamer یا بنگ» خوانده شود. علامت تعجب در زبان برنامه‌نویسی بیسیک بی‌بی‌سی (و بی‌سی‌پی‌ال pling خوانده می‌شود و برای اشاره به یک کلمهٔ ۳۲-بیتی به‌کار می‌رود.
پلینگ‌ها همچنین در RISC OS از شرکت آکورن برای اشاره به یک «appfolder (پوشهٔ برنامه)» به‌کار می‌روند: پوشه‌ای که وقتی روی آن دابل کلیک کنید پروندهٔ برنامه‌ای را به نام!Run که درونش است، اجرا می‌کند. بقیهٔ پرونده‌ها در appfolder عموماً حاوی منابعی هستند که برنامه نیاز دارد تا اجرا شود. appfolder می‌تواند با نگه داشتن دکمهٔ شیفت و دابل کلیک مشاهده شود. به‌علاوه، فایل‌های منبعی خاص دیگر، مانند!Boot (زمانی اجرا می‌شود که برنامه‌ای که شامل این پرونده است به دید مدیر پرونده برسد) و !Sprietes (آیکونی است که تعاریف آیکون‌ها را دربردارد و زمانی بارگذاری می‌شود که !Boot پیدا نشود) هم با یک پلینگ شروع می‌شوند.
سامانه‌های پست الکترونیکی هم از علامت تعجب به‌عنوان یک کاراکتر جداساز بین نام‌های میزبان‌ها برای اطلاعات مسیریابی استفاده می‌کنند که معمولاً به آن «نشان‌گذاری مسیر بنگی» گفته می‌شود.
در پروتوکل آی‌آرسی، لقب کاربر و آیدنت در هاست‌مسکی که کارگزار به او اختصاص داده‌است، توسط یک علامت تعجب از هم جدا می‌شوند.
در الفبای رمزی نخبگان نسخهٔ ۳، «!» قبل از یک حرف استفاده می‌شود تا بیان کند که نخبه از وارد شدن در حوزهٔ عنوان مذکور خودداری می‌کند؛ ولی در بعضی موارد، معنای دیگری دارد، مثل !G که یعنی نخبهٔ بدون هیچ قابلیتی.d یعنی بدون هیچ لباسی، و !P اشاره دارد به این‌که به نخبهٔ مذکور اجازهٔ استفاده از پرل داده نمی‌شود، و الی آخر. البته همهٔ این‌ها دارای مقداری معنی ضمنیِ منفی هستند.
وقتی برنامه‌های کامپیوتر پیغام‌هایی نمایش می‌دهند که به کاربر هشدار می‌دهد، ممکن است یک علامت تعجب در کنارش نمایش داده شود تا خاطرنشان کند که پیغام مهم است و باید خوانده شود. این اغلب هنگامی اتفاق می‌افتد که یک خطا اتفاق بیفتد، یا از کاربر برای عملیات خطرناک مانند حذف داده‌ها رضایت گرفته شود.
در پوسته یونیکس و اسکریپت‌نویسی پرل، «!» معمولاً پس از یک «#» در خط اول اسکریپت درج می‌شود تا به سیستم‌عامل بگوید که از چه برنامه‌ای برای اجرای اسکریپت استفاده کند. به این معمولاً «هش‌بنگ» یا «شیبنگ» می‌گویند.